# Neocylus nigraeneus
Neocylus nigraeneus är en stekelart som först beskrevs av Girault 1913.  Neocylus nigraeneus ingår i släktet Neocylus och familjen puppglanssteklar. Inga underarter finns listade i Catalogue of Life.